# Instrumental
Instrumental è il terzo album in studio del DJ italiano DJ Jad, pubblicato il 31 gennaio 2011 dalla Edel.

## Tracce
1. The Tailor – 3:20
2. Amor – 2:48
3. Baby – 3:10
4. Passion – 3:34
5. Happy – 2:48
6. Bass – 2:18
7. Bed – 2:58
8. Jazz – 2:06
9. Blues – 1:50
10. Silver – 2:18
11. Step – 2:36
12. Listen – 2:26
13. Day – 3:10
14. Feel – 2:14
15. Move – 2:38
16. Never – 2:38
17. Smile – 2:51